# ارسل (حديبو)

تعديل مصدري - تعديل

ارسل إحدى قرى مديرية حديبو التابعة لمحافظة سقطرى، بلغ تعداد سكانها 217 نسمة حسب تعداد اليمن لعام 2004.